# Apobrata scutila
Apobrata scutila là một loài nhện trong họ Linyphiidae. Chúng được Eugène Simon miêu tả năm 1894 và chỉ được tìm thấy ở Philippines.